# Apodichthys

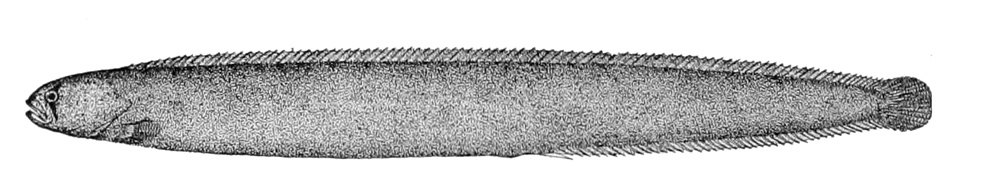
Apodichthys flavidus (il·lustració del 1906)

Apodichthys és un gènere de peixos de la família dels fòlids i de l'ordre dels perciformes. que es troba al Pacífic oriental: des de l'illa Kodiak (Alaska, els Estats Units) fins a l'illa Santa Bàrbara (el sud de Califòrnia, els Estats Units), l'illa Guadalupe i Baixa Califòrnia (Mèxic), incloent-hi la Colúmbia Britànica (el Canadà).

## Taxonomia
- Apodichthys flavidus (Girard, 1854)[2]
- Apodichthys fucorum (Jordan & Gilbert, 1880)[8]
- Apodichthys sanctaerosae (Gilbert & Starks, 1897)[9][10][11][12][13][14][15][16][17][18][19]